# Liste von Bergen und Erhebungen in Tunesien
Dies ist eine Liste von Bergen und Erhebungen in Tunesien:
| Höhe   | Name                   | Region    | Koordinate            | Bemerkung               |
| ------ | ---------------------- | --------- | --------------------- | ----------------------- |
| 1544 m | Djebel Chambi          | Kasserine | 35° 12′ N, 008° 41′ O | höchster Berg Tunesiens |
| 1419 m | Djebel Bireno          | Kasserine | 35° 27′ N, 008° 38′ O |                         |
| 1385 m | Djebel el Ajered       | Kasserine | 35° 28′ N, 008° 33′ O |                         |
| 1373 m | Djebel Selloum         | Kasserine | 35° 05′ N, 008° 54′ O |                         |
| 1363 m | Djebel Tiouacha        | Kasserine | 35° 28′ N, 009° 01′ O |                         |
| 1357 m | Djebel Serj            | Siliana   | 35° 57′ N, 009° 32′ O |                         |
| 1352 m | Djebel es Sif          | Kasserine | 35° 20′ N, 008° 22′ O |                         |
| 1321 m | Djebel Skarna          | Siliana   | 35° 45′ N, 009° 06′ O |                         |
| 1314 m | Djebel Semmama         | Kasserine | 35° 18′ N, 008° 47′ O |                         |
| 1309 m | Kef Soltane            | Kasserine | 35° 33′ N, 008° 59′ O |                         |
| 1303 m | Djebel Khechem el Kelb | Kasserine | 35° 06′ N, 008° 37′ O |                         |
| 1295 m | Djebel Zaghouan        | Zaghouan  | 36° 21′ N, 010° 07′ O |                         |
| 1271 m | Table de Jugurtha      | Kef       | 35° 45′ N, 008° 23′ O |                         |
| 1165 m | Djebel Orbata          | Gafsa     | 34° 23′ N, 009° 03′ O |                         |